# Jelena Karleuša
Jelena Karleuša Tošić, cyr. Јелена Карлеуша Тошић (ur. 17 sierpnia 1978 w Belgradzie) – serbska piosenkarka wykonująca muzykę pop, electropop i turbofolk.

## Dzieciństwo i młodość
Jest córką oficera policji kryminalnej Dragana Karleušy i dziennikarki radiowej Divny. Po rozwodzie rodziców mieszkała z matką w Nowym Belgradzie. Uczyła się w szkole muzycznej i występowała w chórze.

## Kariera
Zadebiutowała w połowie lat 90. jako piosenkarka turbofolkowa. Jej pierwszy album Ogledalce, wydany w 1995 okazał się znaczącym sukcesem i został sprzedany w 100 tysiącach egzemplarzy. Z czasem jej styl śpiewania ewoluował w kierunku popu, chociaż stylizacje na koncertach nawiązywały do konwencji turbofolkowej.
W 2002 nagrała album Samo za tvoje oči we współpracy z greckim kompozytorem Phoebusem. Większość utworów stanowiły covery przebojów muzyki orientalnej, ze słowami Mariny Tucaković. W 2009 wydała album Insomnia, który doczekał się 1,5 mln pobrań z serwisu YouTube i ponad 4 milionów wyświetleń. Potwierdzeniem jej sukcesów był koncert w Belgrad Arenie w 2010. W czerwcu 2013 wystąpiła na koncercie w Ušće (Nowy Belgrad) dla 40 tysięcy ludzi, który zakończył się niepowodzeniem z powodów technicznych. Od tego czasu Karleuša ograniczyła do minimum swoją aktywność koncertową. Od 2015 zasiada w jury serbskiego programu talent show Zvezde Granda. Do 2024 wydała piętnaście albumów, w tym jeden koncertowy i dwie kompilacje.

## Życie prywatne
Była dwukrotnie zamężna. W 2004 wyszła za Bojana Karicia, z którym rozwiodła się w tym samym roku. Od 2008 wyszła za piłkarza Duško Tošicia. Ma dwie córki Atenę i Nikę. 15 września 2024 roku za pośrednictwem serwisu społecznościowego Instagram, poinformowała o podpisaniu papierów rozwodowych za porozumieniem stron.  
Oprócz muzyki zajmuje się także projektowaniem. Wspólnie z Darkiem Kosticiem zaprojektowała własną markę odzieży JK wear.
Jest wegetarianką, planującą przejście na weganizm. 

## Dyskografia

### Albumy studyjne
- 1995: Ogledalce
- 1996: Ženite se momci
- 1997: Veštice, vile
- 1998: Jelena Karleuša
- 1999: Gili, gili
- 2001: Ludača
- 2002: Samo za tvoje oči
- 2005: Magija
- 2008: JK Revolution
- 2012: Diva
- 2023: Alpha
- 2023: Omega

### Albumy koncertowe
- 2010: All About Diva

### Kompilacje
- 2009: The Diamond Collection
- 2018: The Best of Collection